# Campeonato Sul-Americano de Hóquei sobre a grama Feminino de 2003
O Campeonato Sul-Americano de Hóquei sobre a grama Feminino de 2003 foi a primeira edição deste torneio. O mesmo foi administrado e patrocinado pela Federação Pan-Americana de Hóquei (PAHF). A sede foi o Chile, cuja capital recebeu as partidas.
A Argentina, com sua equipe conhecida como Las Leonas, foi a campeã desta edição inaugural.

## Regulamento e participantes
A fórmula de disputa adotada nesta edição da competição foi a de pontos corridos, na qual todos os participantes se enfrentaram em turno único, sagrando-se campeã a seleção com maior número de pontos.
Cinco foram os participantes deste campeonato, sendo eles as representações de Argentina, Chile, Paraguai, Peru e Uruguai.

### Eliminatórias para os Jogos Pan-Americanos de 2003
Este sul-americano de hóquei serviu como eliminatória para os Jogos Pan-Americanos do mesmo ano, que foram celebrados em Santo Domingo, capital da República Dominicana. A Argentina já estava classificada para o evento, por ter sido a campeã do mesmo quatro anos antes, em Winnipeg.
Uma vaga ainda estava em disputa. Para tanto, estaria classificada ao evento pan-americano a seleção melhor colocada, sem contar com as argentinas.

## Jogos
Seguem-se, abaixo, as partidas realizadas nesta competição.

### Fase única
1ª rodada
| 16 de março |      |         |  |  |
| Paraguai    | 0–10 | Uruguai |  |  |

| 16 de março |      |      |  |  |
| Chile       | 22–0 | Peru |  |  |

2ª rodada
| 17 de março |      |       |  |  |
| Paraguai    | 0–16 | Chile |  |  |

| 18 de março |     |         |  |  |
| Argentina   | 2–0 | Uruguai |  |  |

3ª rodada
| 19 de março |     |          |  |  |
| Peru        | 0–1 | Paraguai |  |  |

| 20 de março |     |           |  |  |
| Chile       | 1–5 | Argentina |  |  |

4ª rodada
| 21 de março |      |      |  |  |
| Uruguai     | 19–0 | Peru |  |  |

| 22 de março |      |           |  |  |
| Paraguai    | 0–14 | Argentina |  |  |

5ª rodada
| 23 de março |      |      |  |  |
| Argentina   | 26–0 | Peru |  |  |

| 23 de março |     |       |  |  |
| Uruguai     | 0–3 | Chile |  |  |

### Classificação final
| Equipe    | Pts | J | V | E | D | GF | GC | Saldo |
| --------- | --- | - | - | - | - | -- | -- | ----- |
| Argentina | 12  | 4 | 4 | 0 | 0 | 47 | 1  | +46   |
| Chile     | 9   | 4 | 3 | 0 | 1 | 42 | 5  | +37   |
| Uruguai   | 6   | 4 | 2 | 0 | 2 | 29 | 5  | +24   |
| Paraguai  | 3   | 4 | 1 | 0 | 3 | 1  | 40 | -39   |
| Peru      | 0   | 4 | 0 | 0 | 3 | 0  | 68 | -68   |

- Convenções: Pts = pontos, J = jogos, V = vitórias, E = empates, D = derrotas, GF = gols feitos, GC = gols contra, Saldo = diferença de gols.
- Critérios de pontuação: vitória = 3, empate = 1, derrota = 0.
- Por ter sido o melhor classificado (sem a Argentina), o Chile garantiu a segunda vaga sul-americana aos Jogos Pan-Americanos de 2003.

## Título
| Campeonato Sul-Americano de 2003 Hóquei sobre a grama feminino |
| -------------------------------------------------------------- |
| Argentina Campeã (1º título)                                   |